# Partido Liberal (México)
Nota: Se procupra pelo partido anarquista e ultraliberal Partido Liberal Mexicano.
O Partido Liberal (em castelhano:  Partido Liberal) foi um partido político mexicano com ideais alinhados com o Liberalismo e o Republicanismo fundado em 1822 após a Independência do México, existiu até a Revolução Mexicana, sendo extinto em 1911, seu principal rival era o Partido Conservador, em contraste com o seu rival o Partido Liberal defendia a forma republicana de governo, o Federalismo, a Separação entre igreja e estado e a Liberdade religiosa, o Partido Liberal se opunha aos monarquistas, aos centralistas e aos tradicionalistas. O Partido Liberal teve vários líderes dentre eles o mais destacado é o ex-presidente mexicano Benito Juárez que também foi o principal opositor do Império Mexicano e do imperador Maximiliano, o Partido Liberal lutou ferrenhamente contra a Intervenção francesa no México, em 1867 os liberais derrotaram os franceses e os expulsaram do país com a ajuda dos Estados Unidos, mas após a morte de Juárez, Porfírio Díaz, seu sucessor, fez do partido um representante dos interesses das oligarquias.